# Павлов, Владимир Алексеевич
Владимир Алексеевич Павлов (2 августа 1941, Ашхабад — 21 октября 2021, Днепр) — советский и украинский медик, доктор медицинских наук (1993), профессор, заслуженный врач Украины. Главный врач Днепропетровской областной клинической больницы имени Мечникова, начальник управления здравоохранения Днепропетровской областной государственной администрации. Народный депутат Украины 1-го созыва.

## Биография
Родился 2 августа 1941 года в городе Ашхабад в семье врачей.
В 1959—1965 годах — студент Днепропетровского государственного медицинского института, врач.
В 1965—1968 годах — врач-травматолог и нейрохирург 2-й городской больницы Кривого Рога, которая была базовой для медсанчасти завода «Криворожсталь», молодёжный лидер больницы, член бюро Криворожского горкома комсомола.
Член КПСС с 1968 года. В 1968—1972 годах — заведующий районного управления здравоохранения Дзержинского райисполкома (Кривой Рог). В 1970 году был участником ликвидации последствий землетрясения в Перу.
С 1972 года — главный врач Днепропетровской областной клинической больницы имени Мечникова.
В 1984 году защитил кандидатскую диссертацию «Пути повышения эффективности реабилитации психики больных».
18 марта 1990 года избран народным депутатом Украины, 2-й тур, 47,35 % голосов, 15 претендентов. Входил в группу «Согласие — Центр», фракции «Новая Украина». Председатель подкомиссии комиссии ВР Украины по вопросам здоровья человека.
В 1992—1995 годах — начальник управления здравоохранения Днепропетровской областной государственной администрации.
В 1993 году защитил докторскую диссертацию «Клинико-биохимическое и экспериментальное исследование среднемолекулярных пептидов, протеолиза и некоторых нейроспецифических белков при алкоголизме».
Член Партии регионов. Избирался депутатом Днепропетровского областного совета от Партии регионов.
В 2010—2015 годах — заместитель председателя исполнительного аппарата по вопросам сопровождения реформирования системы здравоохранения — советник председателя Днепропетровского областного совета.
Автор (соавтор) более 90 научных трудов, в том числе 2 монографий, 12 изобретений.

## Награды
- Орден Трудового Красного Знамени;
- Орден «Знак Почета»;
- Орден «За заслуги» (Украина) 1-й степени (18 августа 2009)[2];
- Орден «За заслуги» (Украина) 2-й степени (21 августа 2001)[3];
- Орден «За заслуги» (Украина) 3-й степени (12 мая 1998)[4];
- Медали;
- Заслуженный врач Украины.